# Copera marginipes
Copera marginipes е вид водно конче от семейство Platycnemididae. Видът не е застрашен от изчезване.

## Разпространение
Разпространен е в Бангладеш, Виетнам, Индия (Асам, Бихар, Гоа, Западна Бенгалия, Махаращра, Мегхалая, Тамил Наду, Утар Прадеш и Химачал Прадеш), Индонезия (Бали, Калимантан, Малки Зондски острови, Суматра и Ява), Китай (Гуандун, Гуанси, Дзянси и Хайнан), Лаос, Макао, Малайзия (Западна Малайзия), Мианмар, Непал, Провинции в КНР, Тайван, Тайланд, Хонконг и Шри Ланка.